# مهرجان كان السينمائي 1992
مهرجان كان السينمائي لعام 1992 هو الدورة الـ45 للمهرجان عقد في 7 إلى 18 مايو من عام 1992، وحصل فيلم "The Best Intentions" للمخرج الدنماركي بيل أوقست على السعفة الذهبية.